# NGC 2391
NGC 2391 is een ster in het sterrenbeeld Tweelingen. Het hemelobject werd op 10 december 1866 ontdekt door de Ierse astronoom Robert Stawell Ball.